# Wertgrenzprodukt
Das Wertgrenzprodukt (kurz WGP; oder Wertgrenzproduktivität; englisch value of marginal product, kurz VMP) ist in der Preistheorie das mit dem Marktpreis bewertete physische Grenzprodukt.

## Allgemeines
Der Unternehmer muss wissen, wie sich die Umsatzerlöse verändern, wenn er einen oder mehrere Produktionsfaktoren verändert. Darüber gibt die betriebswirtschaftliche Kennzahl des Wertgrenzprodukts Auskunft. Untersucht werden vor allem die Produktionsfaktoren Arbeit und Kapital. Das Wertgrenzprodukt ist bei diesen das Produkt aus dem Güterpreis- oder Zinsniveau und der Grenzproduktivität. Ist ein Unternehmen Mengenanpasser auf dem Güter- und Faktormarkt, entspricht im Gewinnmaximum das Wertgrenzprodukt dem Marktpreis des entsprechenden Produktionsfaktors.
Da aus volkswirtschaftlicher Sicht Güterpreisniveau und Kapitalpreis (Zins) identisch sind, gilt für den optimalen Kapitaleinsatz, dass der Zinssatz mit der Grenzproduktivität des Kapitals übereinstimmt. Jeder Produktionsfaktor, auch der Boden, wird volkswirtschaftlich genau so hoch entlohnt (beim Boden durch Pachtzins oder Bodenrente), wie aus der letzten eingesetzten Einheit an zusätzlichem Erlös (Wertgrenzprodukt) gewonnen werden kann. Voraussetzung für diese Überlegung sind stets der vollkommene Arbeitsmarkt bzw. vollkommene Kapitalmarkt, wo die Produktionsfaktoren nach ihrem Wertgrenzprodukt entlohnt werden. Unter der Annahme vollständiger Konkurrenz entspricht das Wertgrenzprodukt den Grenzkosten. Demnach ist das WGP im Monopolfall bei gleichen Grenzkosten größer als das WGP auf dem Konkurrenzmarkt.

## Ermittlung
Das Wertgrenzprodukt ist jener Betrag, um den sich die Umsatzerlöse {\displaystyle \Delta Q} eines Unternehmens (Wertprodukt) durch den Einsatz eines zusätzlichen Produktionsfaktors {\displaystyle \Delta A} verändern. Das Wertgrenzprodukt {\displaystyle WGP} besteht daher aus den beiden Komponenten des (physischen) Grenzprodukts {\displaystyle GP} (identisch mit ihm ist der Grenzerlös), das mit dem Produkt- oder Marktpreis {\displaystyle P_{q}} multipliziert wird:
{\displaystyle WGP={\frac {\Delta Q}{\Delta A}}\cdot {P_{q}}}.
Ein Unternehmen stellt beispielsweise so viele Arbeiter ein, bis das Wertgrenzprodukt dem (für das Unternehmen gegebenen) Lohnsatz entspricht.

## Wirtschaftliche Aspekte
Nach der neoklassischen Theorie bestimmt das Wertgrenzprodukt eines Produktionsfaktors dessen Entlohnung. Dies soll für die Produktionsfaktoren Arbeit (Entlohnung: Arbeitslohn) und Kapital (Entlohnung: Kapitalkosten) untersucht werden.
Wird beispielsweise ein zusätzlicher Arbeiter eingestellt, so besteht das Wertgrenzprodukt in dem durch diesen Arbeiter verursachten erhöhten Umsatzerlös. Ein gewinnmaximierendes Unternehmen wird also gerade so viel Arbeiter einsetzen, bis das Wertgrenzprodukt des Produktionsfaktors Arbeit gleich dem Lohnsatz ist. Unter der Geltung des Gesetzes des sinkenden Grenzertrages sinkt mit jedem zusätzlich eingestellten Arbeiter auch das Wertgrenzprodukt. Das Gewinnmaximum ist erreicht, wenn das Wertgrenzprodukt mit dem Lohnsatz identisch ist. Sind die Arbeitslöhne geringer als das Wertgrenzprodukt der Arbeit, so können weitere Arbeitskräfte eingestellt werden. Das gilt auch für den Fall sinkender Löhne.
Für den Produktionsfaktor Kapital ist das Wertgrenzprodukt {\displaystyle WGP_{K}} die Veränderung der Umsatzerlöse durch die Erhöhung des Kapitaleinsatzes {\displaystyle \Delta K} um eine Einheit:
{\displaystyle {WGP_{K}}={\frac {\Delta Q}{\Delta K}}\cdot {P_{q}}}.
Ein Unternehmen erhöht beispielsweise sein Eigenkapital so lange, bis dessen Wertgrenzprodukt den Kapitalkosten entspricht. Sind die Kapitalkosten geringer als das Wertgrenzprodukt des Kapitals, so strebt ein gewinnmaximierendes Unternehmen eine Kapitalerhöhung an. Das gilt auch für den Fall sinkender Zinsen.	 Wird die Arbeit relativ zum Kapital produktiver, so lohnt sich bei unverändertem Arbeitslohn ein Mehreinsatz von Arbeit, dieser ist kapitalsparend.

## Analytisches Beispiel
Ein Unternehmen produziere mit dem Faktor Arbeit {\displaystyle x={\sqrt {L}}} wie folgt: Aufgrund des funktionierenden Preisbildungsmechanismus auf den Gütermärkten geht das Unternehmen davon aus, dass es seine produzierte Menge auch absetzen kann. Die Entscheidung richtet sich also nur nach gegebenen Güter- und Faktorpreisen. Die Gewinnfunktion sieht wie folgt aus (Differenz von Umsatz und Kosten):
{\displaystyle \Pi =p\cdot x-K(x)=p\cdot x(L)-w\cdot L}.
Hierin sind der Güterpreis {\displaystyle p} enthalten und der Arbeitspreis (Lohn) {\displaystyle w}, sowie die Produktionsfunktion. Die Optimalitätsbedingung ergibt dann ein Gewinnmaximum für folgende Bedingung:
{\displaystyle \Pi '=p\cdot x'(L)-w=0\Leftrightarrow p\cdot x'(L)=w}.
Hier findet sich nun das Wertgrenzprodukt. Das Wertgrenzprodukt der Arbeit ({\displaystyle p\cdot x'(L)}) muss dem Nominallohnsatz {\displaystyle w} entsprechen.